# 沉抗镇
沉抗镇，是中华人民共和国四川省绵阳市游仙区下辖的一个乡镇级行政单位。

## 行政区划
沉抗镇下辖以下地区：
海棠社区、燕子村、天生桥村、八角庙村、石桥村、石河埝村、七曲村、徐家桥村、月台村、抗香村、蔡家桥村、长河埝村、桃花村、铜瓦村、黄金村、沉香村和锦屏村。